# Miroslav Šimek
Miroslav Šimek (Turnov, Liberec, 27 de janeiro de 1959) é um ex-canoísta de slalom checo na modalidade de canoagem.
Foi vencedor das medalhas de prata em slalom C-2 em Barcelona 1992 e Atlanta 1996, junto com o seu colega de equipa Jiří Rohan.